# Nothobranchius eggersi
Nothobranchius eggersi è un pesce d'acqua dolce appartenente alla famiglia Nothobranchiidae.

## Distribuzione e habitat
Questa specie è endemica del basso corso del fiume Rufiji, delta compreso. Abita rive lente, piccoli stagni e pozze temporanee.

## Descrizione

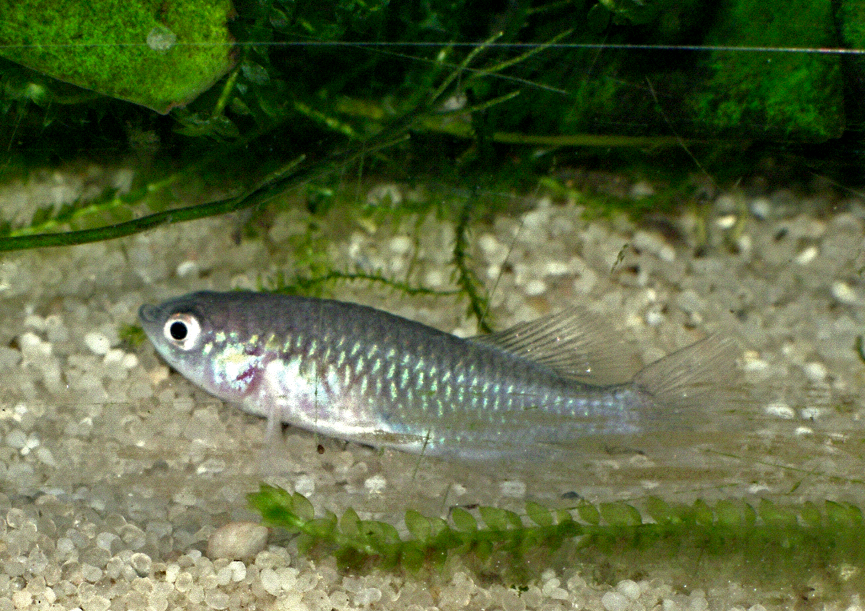
Una femmina

Il corpo è allungato, con testa grossa, dalla sezione arrotondata. La pinna dorsale è arrotondata e posta in posizione arretrata, in posizione speculare alla pinna anale, anch'essa arrotondata, così come la coda. Il dimorfismo sessuale è piuttosto accentuato: il maschio presenta una livrea molto colorata, con faccia rossa, corpo verde acqua o azzurro dove ogni scaglia è orlata più o meno marcatamente di rosso, così da formare un reticolo irregolare. La pinna dorsale e quella anale presentano la stessa colorazione, ma sono orlate di chiaro. Le pinne pettorali sono trasparenti orlate di chiaro. La femmina è più piccola e tozza, con un colore di fondo grigio beige e leggeri riflessi metallici verdi. Raggiunge una lunghezza di 5 cm.

## Riproduzione
È un pesce annuale. Una volta raggiunta la maturità sessuale la coppia continua a riprodursi fino a quando, seccata la pozza, i due riproduttori muoiono per la carenza d'ossigeno. Le uova si schiudono dopo un'incubazione di alcuni mesi, giusto il tempo di superare la stagione secca.

## Acquariofilia
Come molti altri pesci del genere Nothobranchius, anche N. eggersi è considerato di difficile mantenimento in acquario. Tuttavia numerosi allevatori riferiscono esperienze relativamente semplici e riproduzioni frequenti se ci si attiene ai bisogni di questa specie. In cattività la durata della vita di questa specie è più lunga che allo stato selvatico (anche perché in natura la morte avviene quando le pozze evaporano) ma sempre di breve durata.